# 音楽の冗談

『音楽の冗談』あるいは『音楽の戯れ』（おんがくのじょうだん、おんがくのたわむれ、独語：Ein Musikalischer Spaß）K.522は、モーツァルトが1787年に作曲した、弦楽四重奏と2つのホルンのための作品である。この副題はモーツァルト自身によるものだが、作曲の動機は不明である。下手な作曲家や演奏家を揶揄するために書かれた曲であるとされる。シューベルトの友人の作曲家ヒュッテンブレンナーによって『村の音楽家の六重奏』（むらのおんがくかのろくじゅうそう、独語：Dorfmusikantensextett）と命名された。

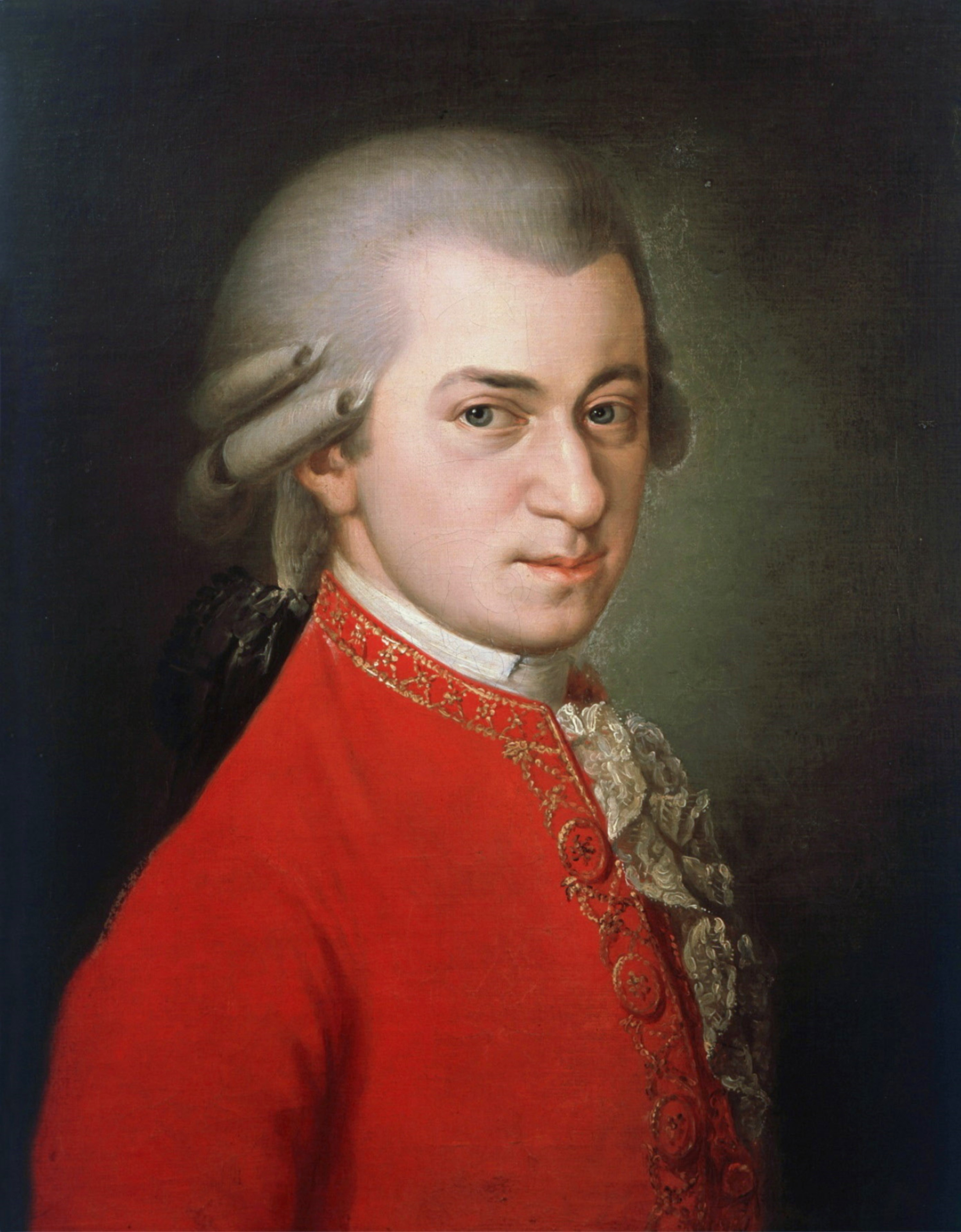
モーツァルト

モーツァルト自身の作品目録では、1787年6月14日に記録されている。「ドン・ジョヴァンニ」に忙殺されていた時期であり、父レオポルトの死（5月28日）の直後でもあることから、この日付は疑問視されている。タイソンの研究では、1785年末に着手され、1786年末にはほぼ完成していたが、全体的な完成は1787年8月末とされる。

## 楽器編成
ホルン2、ヴァイオリン2、ヴィオラ、「バス」。各パート一人ずつという制限はなく、実際の演奏ではチェロとコントラバスで「バス」パートを演奏する。

## 曲の構成
古典派のディヴェルティメントと同じく、以下の4楽章からなる。演奏時間はおよそ20分。
1. アレグロ ヘ長調（ソナタ形式）、4分の4拍子
不自然な7小節の主題で始まり、アルベルティ・バスなどバランスを欠くフレーズ、誤った音進行、禁則である平行5度進行、奇妙な転調。随所に響くホルンも失笑を誘う。全楽章で一番短い。
2. メヌエット ヘ長調とトリオ 変ロ長調、4分の3拍子
「マエストーソ」の大袈裟な身振りと混沌とした調性、ホルンの「ドルチェ」なる不協和な響き。トリオは音階の多用や跳躍など、ことさら対比的に作られている。
3. アダージョ・カンタービレ ハ長調、2分の2拍子
第1ヴァイオリンが終始協奏曲のソロのように出しゃばり、出だしでハ長調であるにも拘らず、嬰ヘ音が出てきてト長調へ導きそうになったり、バランスを欠いたフレーズや奇妙なスフォルツァンドが続出。最後にはカデンツァが出るが、最後に調子を外してピツィカートで終わり、短いコーダで締めくくる。全楽章で一番長い。この楽章のみ弦楽だけで奏される。
4. プレスト ヘ長調 (ロンド形式)、4分の2拍子
下手な転調。フーガ主題は展開することなくすぐに終わってしまう。ホルンのトリルの多用。意味深長のようで無意味なフレーズの引き延ばし。最後は多調。変ロ長調、変ホ長調、イ長調、ト長調、ヘ長調。

## 曲の特徴
同時代の古典派音楽の通例とは異なる手法が多用されている。
- 慣例にない和声：サブドミナント和音が好適な箇所でセカンダリー・ドミナント和音が利用されている。
- ホルンによるトリルの多用：当時のホルンでは演奏するのが難しい。
- ホルンの不協和音：演奏者の音感のなさや、コピイスト（写譜家）の不備、あるいはホルン奏者のクルック（替え管）の選択の誤りを再現している。
- 第3楽章カデンツァの、ヴァイオリンの高音域における全音音階：演奏家の高音域における演奏ミスを再現している。
- フィナーレの最終3小節における多調：ヘ長調のホルン、ト長調の第1ヴァイオリン、イ長調の第2ヴァイオリン、変ホ長調のヴィオラ、変ロ長調の「バス」。

こうした特徴から、同時代の下手な演奏家や稚拙な作曲家をからかうために作曲されたとの推測が大勢を占めている。しかし、このような見解にくみしない理論家もいる。笑いやユーモアのある音楽として、当時の聴衆へ届いていた可能性が指摘されている。

## ムクドリ
この作品がムクドリの囀りの特徴を再現していることから、モーツァルトが飼っていたムクドリへのオマージュであるとの考察がある。このムクドリは、ピアノ協奏曲第17番 ト長調 K.453のアレグレットの主題を囀ったことでも知られている。作品の完成時期は、父レオポルトの死の直後ではなく、その2か月後のムクドリの死の直後ということになる。モーツァルトは父の葬儀へは赴かなかったが、ムクドリについては正式な葬儀を行い、追悼の詩を書いている。

## その他
俳優・斎藤晴彦がクラシックにコミカルな歌詞をつけて歌唱したアルバムのタイトル「音楽の冗談」は、本作に敬意を表してつけられた。
パウル・ヒンデミットが弦楽四重奏のために書いた「朝7時に湯治場で二流のオーケストラによって初見で演奏された「さまよえるオランダ人」序曲」は、リヒャルト・ヴァーグナーの「さまよえるオランダ人」序曲の編曲であるが、正確に演奏すれば下手くそに聞こえるという点で本作と共通する。